# Brasilientinamo
Brasilientinamo (Crypturellus strigulosus) är en fågel i familjen tinamoer inom ordningen tinamofåglar.

## Utseende och läte
Brasilientinamon är en mörk och subtilt tecknad tinamo. Fjäderdräkten är kallt gråbrun, med mer rödaktigt huvud och varierande svart tvärbandning på vingarna där honorna är kraftigare tecknade än hanarna. Sången består av en distinkt utdragen vissling, åtminstone fem sekunder lång men ibland mycket längre. I vissa delar av utbredningsområdet finns dock cikador med liknande läten.

## Utbredning och systematik
Fågeln förekommer i tropiska södra Amazonas i Brasilien, intill östra Peru och nordvästra Bolivia. Den behandlas som monotypisk, det vill säga att den inte delas in i några underarter.

## Status och hot
Arten har ett stort utbredningsområde, men tros minska i antal, dock inte tillräckligt kraftigt för att den ska betraktas som hotad. Internationella naturvårdsunionen IUCN listar arten som livskraftig (LC).